# Hochschulkunde
Mit dem Begriff Hochschulkunde wurde zu Beginn des 20. Jahrhunderts eine die Wissenschafts-, Universitäts- und Studentengeschichte zusammenfassende Forschungsdisziplin bezeichnet.
Studenten waren lange Zeit eine kleine mit Privilegien ausgestattete eigene soziale Gruppe. Daraus entwickelte sich seit dem Mittelalter ein eigenes studentisches Selbstverständnis. Dieses war stets eng mit der Universität verbunden, passte sich gleichzeitig und wechselseitig nach Form und Inhalt aber immer den veränderten gesellschaftspolitischen Rahmenbedingungen an. 
Die Studentengeschichte befasst sich mit der Darstellung und Erklärung der mit den Studenten zusammenhängenden Ereignisse und Gegenstände mit wissenschaftlichen Methoden. Die Beschäftigung mit der Geschichte der Studenten setzte um 1900 ein. Bildete sie sich zunächst neben der Universitäts- und Hochschulgeschichte aus, so entstand aus ihr schon bald die neue Wissenschaft vom Hochschulwesen. Der Begriff Hochschulkunde wurde um 1912 durch den Studentenhistoriker und Verbandsfunktionär des Kösener Senioren-Convents-Verbandes Wilhelm Fabricius geprägt. Fabricius fasste damit begrifflich die Wissenschafts-,  Universitäts- und Studentengeschichte zusammen. 
Eines der grundlegenden Werke der im Entstehen befindlichen Wissenschaft verfassten Friedrich Schulze und Paul Ssymank mit Das deutsche Studententum von den ältesten Zeiten bis zur Gegenwart (München 1910) als erste Zusammenfassung der Geschichte deutscher Studenten. Ssymank übernahm für die eigene Forschungsdisziplin um 1920 den Begriff Hochschulkunde, deren ersten Lehrauftrag er in Göttingen wahrnahm. Heute ist die Geschichte der Studenten fest verankert in der Universitäts- und Wissenschaftsgeschichte. Der zusammenfassende Begriff der Hochschulkunde konnte sich hingegen nicht in Breite durchsetzen.
An der Universität Würzburg besteht das Institut für Hochschulkunde. Es beruht auf den ersten Sammlungen Ssymanks und dem von ihm 1920 in Göttingen gegründeten Hochschularchivs der Deutschen Studentenschaft. Es dient zugleich als Verbandsarchiv mehrerer Korporationsverbände. In Österreich ist das Sammeln zu diesem Thema eine der Aufgaben und Zielsetzungen des vom Österreichischen Verein für Studentengeschichte betriebenen Institut für Studentengeschichte.